# Броди (Конецький повіт)
Броди (пол. Brody) — село в Польщі, у гміні Конське Конецького повіту Свентокшиського воєводства.
Населення — 575 осіб (2011).
У 1975-1998 роках село належало до Келецького воєводства.

## Демографія
Демографічна структура на день 31 березня 2011 року:
|          | Загалом | Допрацездатний вік | Працездатний вік | Постпрацездатний вік |
| -------- | ------- | ------------------ | ---------------- | -------------------- |
| Чоловіки | 282     | 63                 | 191              | 28                   |
| Жінки    | 293     | 78                 | 153              | 62                   |
| Разом    | 575     | 141                | 344              | 90                   |